# Океан (фільм)
«Океан» — радянський художній фільм-драма 1974 року, знятий кіностудією «Мосфільм».

## Сюжет
Широкоформатний фільм за мотивами однойменної п'єси О. Штейна. Троє однокурсників військово-морського училища зустрілися через багато років на Північному флоті. Їхні долі склалися по-різному. Один з них став командиром крейсера, а у двох інших — складні особисті проблеми. За цих обставин кожен поводиться по-різному, розкриваючись іноді не з найкращого боку. Про справжні цінності людських стосунків, про відповідальність один перед одним оповідає цей фільм.

## У ролях
- Микола Олялін — Олександр Платонов, капітан 2-го рангу
- Борис Гусаков — Костянтин Часословов, капітан-лейтенант
- Віктор Речман — Святослав Куклін, капітан 3-го рангу
- Наталія Бєлохвостікова — Анечка, дружина Платонова
- Тетяна Самойлова — Марійка, сестра Кукліна
- Кирило Лавров — контр-адмірал Мінічев
- Георгій Жжонов — Максим Ілліч Часословов, контр-адмірал
- Армен Джигарханян — Митрофан Гнатович Зуб, капітан 1-го рангу, начальник штабу з'єднання
- Володимир Носик — старшина 2-ї статті Задорнов
- Геннадій Юхтін — Василь Іванович Туман, старпом, капітан 3-го рангу
- Лев Поляков — Андрій Павлович Світличний, капітан 2-го рангу
- Д. Миронова — Льоля
- Олена Вольська — епізод
- Олександр Калузький — адмірал
- Володимир Протасенко — начальник патруля
- Всеволод Тягушев — офіцер на танцях

## Знімальна група
- Режисер — Юрій Вишинський
- Сценарист — Олександр Штейн
- Оператор — Володимир Ніколаєв
- Композитор — Олександр Флярковський
- Художник — Петро Кисельов